# ماريانو سوسا
ماريانو سوسا (بالإسبانية: Mariano Sosa Ribicich)‏ هو مجدف أرجنتيني، ولد في 3 نوفمبر 1975.

## وصلات خارجية
- ماريانو سوسا على موقع الاتحاد الدولي للتجديف (الإنجليزية)
- ماريانو سوسا على موقع اللجنة الأولمبية الدولية (الإنجليزية)
- ماريانو سوسا على موقع أوليمبيديا (الإنجليزية)